# Certima eximia
Certima eximia är en fjärilsart som beskrevs av W. Warren 1901. Certima eximia ingår i släktet Certima och familjen mätare. Inga underarter finns listade i Catalogue of Life.